# ユー・キャント・キャッチ・ミー
「ユー・キャント・キャッチ・ミー」（You Can't Catch Me）は、チャック・ベリーが作詞・作曲して1956年11月にシングルA面曲として発表した楽曲。

## 解説
自動車を猛スピードで走らせることへの憧れを題材とした歌で、本作の歌詞には、ベリーが過去に発表した曲「メイベリーン」及び「ウィー・ウィー・アワーズ」のタイトルが織り込まれている。セールス的には成功を収められず、ベリーのシングルとしては初めて『ビルボード』のR&Bシングル・チャート入りを逃す結果となった。
1956年公開の映画『Rock, Rock, Rock!』では、ベリーによる本作の演奏シーンがフィーチャーされた。

## カヴァー

### ジョン・レノンによるカヴァー
ジョン・レノンがビートルズのメンバーとして発表した楽曲「カム・トゥゲザー」は、歌詞の一節が「ユー・キャント・キャッチ・ミー」と酷似しており、1973年には本作の版権を所有していたモリス・レヴィがレノンを著作権侵害で訴えた。この問題により、レノンはレヴィが版権を持つ曲をカヴァーすることに同意して、本作及びリー・ドーシーの「ヤ・ヤ」（2種類のヴァージョンが存在する）を録音した。そして、レノンのヴァージョンはフィル・スペクターによってプロデュースされ、1975年のアルバム『ロックン・ロール』に収録された。
なお、ポール・マッカートニーによれば、「カム・トゥゲザー」の初期ヴァージョンはあまりにも「ユー・キャント・キャッチ・ミー」に似ていたため、マッカートニーは曲の推敲を進言したとのことで、最終的にテンポが遅くなり、独自のベース・ラインが追加された。

### その他のカヴァー
- ローリング・ストーンズ - イギリス盤LP『ザ・ローリング・ストーンズ No.2』（1965年）[5]及びアメリカ盤LP『ザ・ローリング・ストーンズ・ナウ!』（1965年）[6]に収録。
- ブルース・プロジェクト（英語版） - アルバム『Projections』（1966年）に収録[7]。
- ラヴ・スカルプチャー - アルバム『フォームス・アンド・フィーリングス』（1969年）に収録[8]。